# Spencer County (Kentucky)
Spencer County is een county in de Amerikaanse staat Kentucky.
De county heeft een landoppervlakte van 481 km² en telt 11.766 inwoners (volkstelling 2000). De hoofdplaats is Taylorsville.